# Матео Салвини
Матѐо Салвѝни (на италиански: Matteo Salvini, [matˈtɛːo salˈviːni]) е италиански политик от партията Северна лига.
Роден е на 9 март 1973 година в Милано в семейството на бизнесмен. Учи политически науки и история в Миланския университет, но не се дипломира. През 1990 година се включва активно в създадената малко по-рано Северна лига, първоначално в нейното комунистическо крило, от 1993 година е общински съветник в Милано, а от 1997 година е и журналист в партийния орган „Падания“. През 2004 – 2006 и 2009 – 2018 е депутат в Европейския парламент. През 2013 година оглавява Северната лига и я преориентира към антиемигрантски и евроскептичини позиции, което и донася успех в няколко поредни избори. През 2018 – 2019 година е вицепремиер и вътрешен министър в кратковременна коалиция, след чието разпадане остава в опозиция.